# Fehlerarten in Drehstromsystemen
Die Fehlerarten in einem elektrischen Stromnetz sind abhängig vom Netzaufbau und der Behandlung der Sternpunkte der dieses Stromnetz speisenden Transformatoren.

## Netzaufbau
Ein elektrisches Netz in einem Versorgungssystem ist ein galvanisch zusammenhängendes Gebilde von Leitungen mit bestimmter Nennspannung. Die Trennung eines Netzes von anderen Spannungsebenen erfolgt über Transformatoren, die Trennung von Netzen mit gleicher Nennspannung erfolgt über Kupplungen. Für die Auswahl des Netzschutzes und seiner Einstellungen werden heute im Wesentlichen drei Schaltungsarten der Netze unterschieden.
Das Strahlennetz ist einfach und übersichtlich aufgebaut. Vom Einspeisepunkt (z. B. Generator)
verlaufen die Leitungen strahlenförmig weg. Es bestehen klare Wirkleistungs- und Blindleistungsverteilungen. Die Selektivität wird mittels Schutzrelais durch einfache Strom- und Zeitstaffelung erreicht. Dafür ist die Versorgungszuverlässigkeit gering, da im Fehlerfall alle hinter diesem Fehler liegenden Anlagen und Verbraucher gestört sind. Die Spannungskonstanz ist gering, da kein Lastflussausgleich vorhanden ist. Doppelstrahlennetze verbessern die Versorgungszuverlässigkeit durch eine zweite parallele Leitung zwischen den zu betrachteten Stationen. Dabei muss der Aufwand an Schutztechnik durch den zusätzlichen Richtungsunterschied der parallelen Leitungen erhöht werden.
Das Ringnetz erhöht die Versorgungszuverlässigkeit erheblich. Da ein Lastausgleich im Netz vorhanden ist, verbessert sich die Spannungskonstanz. Durch Überstromrichtungsschutz wird ausreichend Selektivität erreicht.
Das Maschennetz ist ein Netzgebilde aus mehreren sich kreuzenden Leitungen, die im Kreuzungspunkt miteinander verbunden sind. Dort werden sie durch Sicherungen geschützt. Die Kreuzungspunkte werden Knotenpunkte, das geschlossene System zwischen den Knotenpunkten eine Masche und jedes Leitungsstück eine Maschenleitung genannt. Maschennetze werden vorzugsweise in Niederspannungsnetzen eingesetzt. Sie bieten ideale Versorgungssicherheit. Allerdings ist der finanzielle Aufwand bei der Errichtung eines Maschennetzes erheblich. Schwierigkeiten gibt es beim Wiederaufbau des Versorgungssystemes nach einem Netzzusammenbruch. Der Netzschutz erfolgt mit speziellen Maschennetzrelais für die Einspeisungen und mit Sicherungen für die Maschenleitungen.
Als vermaschte Netze bezeichnet man historisch gewachsene Netze, die sich weder als Strahlennetz noch als Ringnetz einordnen lassen und auch noch kein Maschennetz bilden. Diese Netze bieten die maximale Versorgungssicherheit. Die Spannungskonstanz ist optimal, da man durch Quer- und Längsregelung der Transformatoren den gewünschten Wirk- und Blindleistungsfluss bei minimalen Netzverlusten erreicht. Die Selektivität kann nur mit Distanzschutzrelais erreicht werden. Die Nachteile dieser Netze sind der relativ teure Netzschutz sowie die hohen Kurzschlussleistungen, die mit dem Grad der Vermaschung steigen.

## Sternpunktbehandlung
Nur bestimmte Fehlerarten erfordern die sofortige Abschaltung des fehlerbehafteten Teiles der Anlage oder des Netzes. Zu diesen Fehlerarten gehören Kurzschlüsse und kurzschlussartige Fehler. Ausschlaggebend für die Fehlerarten ist die Sternpunktbehandlung der das Netz versorgenden Transformatoren (Betriebserdung). Der Schutztechnik wird die Art der Sternpunktbehandlung vorgegeben. Alle Schutzsysteme sind dahingehend auszuwählen und entsprechend einzustellen.
- Bei der starren Sternpunkterdung sind alle Sternpunkte der Transformatoren unmittelbar geerdet. Zwischen Sternpunkt und Erdungsanlage ist kein Widerstand geschaltet. Dies ist beispielsweise in Niederspannungsnetzen wie dem TT-System und den TN-Systemen üblich.
- Bei der teilstarren Sternpunkterdung ist mindestens ein Sternpunkt unmittelbar geerdet. Es sind jedoch nicht alle weiteren Sternpunkte geerdet.
- Die niederohmige Sternpunkterdung ist die Einschaltung eines festgelegten Widerstandes zwischen Sternpunkt und Erde. In diesem Netz darf kein Sternpunkt unmittelbar geerdet sein. Bei dieser Sternpunktbehandlung bestimmt ein Widerstand oder eine Reaktanz den Erdkurzschlussstrom. Diese Sternpunktbehandlung wird NOSPE genannt und findet üblicherweise auf der Höchstspannungsebene im 220-kV- oder 400-kV-Transportnetz Anwendung.
- Ohne Sternpunkterdung ist ein isoliert betriebenes Netz, bei dem sämtliche Sternpunkte ungeerdet bleiben, auch wenn über die Sternpunkte der Spannungswandler eine hochohmige Erdung vorhanden ist. Im Niederspannungsbereich als IT-Netz bezeichnet, bei räumlich kleiner Ausdehnung (Industrienetze) auch im Bereich der Mittelspannung.
- Die Resonanzsternpunkterdung oder gelöschtes Netz liegt vor, wenn ein oder mehrere Sternpunkte über Induktivitäten Erdschlussdrosseln, die sogenannte Petersenspule, geerdet sind. Die Größe der Erdschlussdrosseln richtet sich nach dem kapazitiven Erdschlussstrom des Netzes. Die Sternpunktbehandlung dieses kompensierten Netzes bezeichnet man als RESPE und wird in Mittelspannungsnetzen und auf der 110-kV-Verteilnetzebene verwendet.

## Fehlerarten
- Einpoliger Kurzschluss (Erdkurzschluss)

Kurzschluss zwischen einem Leiter und Erde bei wirksamer Sternpunkterdung. Der Kurzschlussstrom fließt vom Leiter über den Lichtbogenwiderstand und über Erde zum Sternpunkt zurück. Bei diesem Widerstandsverhältnis im Fehlerstromkreis fallen ungefähr 75 % der Spannung gegen Erde infolge des relativ hohen Widerstandes ab und es entstehen am Fehlerort hohe Schrittspannungen und Berührungsspannungen.
- Zweipoliger Kurzschluss

Kurzschluss zwischen zwei Leitern eines Systems. In beiden betroffenen Leitern fließt ein Kurzschlussstrom. Die Spannung an der Fehlerstelle ist praktisch Null, baut sich aber zum Einspeispunkt hin auf. Der Scheinwiderstand an der Kurzschlussstelle ist ebenfalls am kleinsten und nimmt in Richtung Einspeisepunkt zu. Spannung und Scheinwiderstand der Fehlerschleife verlaufen nicht linear, da sie von den Widerständen an der Kurzschlussstelle (z. B. Lichtbogenwiderstand) abhängig sind. Ferner wird beim Auftreten des Kurzschlusses vom Speisepunkt elektrische Leistung entnommen, weshalb auch der Kurzschlussstrom keine konstante Größe ist. Der Kurzschlusswinkel, der die Phasenverschiebung zwischen Strom und Spannung an der Fehlerstelle bzw. im Kurzschluss darstellt, ist stets induktiv. Das heißt, der Strom eilt der Spannung nach.
- Dreipoliger Kurzschluss

Kurzschluss zwischen drei Leitern eines Systems. Dieser Fehler stellt die größte Belastung für Netze und Schaltgeräte dar. Größtenteils werden dreipolige Kurzschlüsse durch einen einpoligen Erdschluss oder Erdkurzschluss eingeleitet, der sich durch Lichtbogenwanderung und Spannungserhöhung der gesunden Leiter zu einem zwei- bzw. dreipoligen Kurzschluss ausweitet. Ebenfalls können mehrpolige Kurzschlüsse mit Erdberührung auftreten. Diese Vorgänge sind unsymmetrisch, da nicht alle Leiter gleichmäßig betroffen sind. Beim dreipoligen Kurzschluss ohne Erdberührung fließen in allen drei Leitern praktisch gleich große Ströme. Diese werden von den Sternspannungen des Speisepunktes getrieben. Der Kurzschlusswinkel ist hier ebenfalls induktiv, der Strom eilt der Spannung nach.
- Zweipoliger Kurzschluss mit Erdberührung

Kurzschluss zwischen zwei Leitern und Erdberührung eines dieser Leiter in Netzen mit nichtwirksamer Sternpunktbehandlung. Die strommäßigen Auswirkungen entsprechen etwa denen des zweipoligen Kurzschlusses ohne Erdberührung.
- Erdschluss

Leitende Verbindung eines Leiters mit der Erde in Netzen mit nichtwirksamer Sternpunktbehandlung. Erdschlüsse gefährden in hohem Maße die elektrotechnischen Anlagen, weil im induktiv geerdeten Netz Spannungserhöhungen in den nicht vom Erdschluss betroffenen Leitern auftreten, die sich nicht selten zu zwei- oder dreipoligen Kurzschlüssen ausweiten. Des Weiteren können durch die Spannungserhöhungen im Netz Überspannungen auftreten. Deshalb interessiert im Erdschlussfall nicht nur der Strom als Schadensursache, sondern vor allem die Eigenfrequenz des Netzes und dessen Aufteilung in Induktivitäten und Kapazitäten. Im kompensiert betriebenen Netz liegt zwischen Transformatorensternpunkt und Erde eine Erdschlussdrossel. Diese hat die Aufgabe, den kapazitiven Strom der Leitung im Erdschlussfall durch einen einstellbaren induktiven Strom zu kompensieren. Es bleibt ein Erdschlussreststrom bestehen, der durch die Wirkwiderstände im Stromkreis bedingt wird. Ferner ist der Erdschlussreststrom abhängig von der Einstellung der Erdschlussdrossel, das heißt von der Über- oder Unterkompensation des Netzes. Erdschlüsse im induktiv geerdeten Netz können je nach Leistung der Erdschlussdrossel bis maximal zwei Stunden weiter betrieben werden. Die Erfassung von Erdschlüssen erfolgt über das Erdschlussrelais.
- Doppelerdschluss

Leitende Verbindung zweier Leiter (z. B. L1&L2&E) über Erdimpedanz. Das bedeutet den Erdschluss zweier verschiedener Leiter an verschiedenen Orten in Netzen mit nichtwirksamer Sternpunkterdung. Es fließt ein Kurzschlussstrom in Abhängigkeit von der Impedanz in den betroffenen Leitern und der Erdimpedanz. Der Spannungsrückgang zwischen den Leitern ist abhängig von der Erdimpedanz zwischen den Fehlerstellen.
- Körperschluss (Masseschluss)

Leitende Verbindung eines Punktes der Wicklung einer rotierenden elektrischen Maschine mit Erde (Gehäuse). Es fließt ein Erdschlussstrom, der durch die Art der angewendeten Schutzmaßnahme so begrenzt wird, dass es nicht zu einem Eisenbrand in der Strombahn kommt. Es erfolgt eine Erhöhung der Leiter-Erde-Spannung in den nicht betroffenen Leitern.
- Läufererdschluss

Leitende Verbindung eines Punktes der Läuferwicklung einer rotierenden elektrischen Maschine mit Erde. Dieser Fehler bleibt zuerst ohne Auswirkung, birgt aber die Gefahr der Ausweitung zum Läuferdoppelerdschluss.
- Läuferdoppelerdschluss

Verbindung von zwei verschiedenen Punkten der Läuferwicklung mit Erde. Es erfolgt eine Überbrückung eines Teils der Läuferwicklung. Dadurch kommt es zu einer unsymmetrischen Schwächung der Generatorerregung und damit zum Außertrittfallen oder Zerstörung des Generators.
- Windungsschluss

Überbrückung von Windungen innerhalb einer Wicklung. Als Auswirkung verschieben sich die Strangspannungen als auch die Leiter-Leiter-Spannungen. Daraus erfolgt eine Schieflast. Bei Generatoren entsteht ein inverses Drehfeld im Läufer.
- Wicklungsschluss

Leitende Verbindung zwischen zwei verschiedenen Wicklungen einer elektrischen Maschine. Es entsteht ein Teilkurzschlussstrom sowie eine Spannungsabsenkung in den betroffenen Leitern.
- Leiterbruch

Ungewollte Unterbrechung eines Leiters im Drehstromsystem. Dieser Fehler hat eine Stromunterbrechung und einen Spannungsausfall des betroffenen Leiters zur Folge. Das System geht in Schieflast über.
- Überlastung

Ein über dem Nennwert liegender Stromfluss im Betriebsmittel nennt man Überlastung. Es kommt zu einer unzulässigen Erwärmung und zu einem erhöhten Spannungsabfall. Langfristige Überlastung von Betriebsmitteln kann zu vorzeitiger Alterung der Isolation führen.
- Turbinenrückleistung

Betrieb eines Generators als Motor nach Ausfall der Antriebsmaschine (z. B. Turbine) ohne Netzfehler. Die Auswirkung sind das Auftreten von Schäden an der Antriebsmaschine (unzulässige Erwärmung). 
- Netzrückleistung

Rückspeisung aus einem Niederspannungsnetz (Maschennetz) in ein übergeordnetes Netz. Es kommt zur Überlastung des einspeisenden Transformators. 
- Betriebsfrequente Überspannung

Wesentliche Erhöhung der Betriebsspannung über die Nennspannung hinaus durch Fehler im Regelsystem oder durch Lastabwurf. Dieser Fehler tritt im Sekundenbereich auf und bleibt bei richtiger Isolationskoordinierung ohne Auswirkung. Zu dieser Überspannung zählen auch Spannungserhöhungen infolge Leitungskapazitäten in unbelasteten Hochspannungsleitungen Ferranti-Effekt. Diese können die maximale Betriebsspannung überschreiten und die Isolation erheblich gefährden. Als Gegenmaßnahmen kommen Ladestromdrosseln als Zusatzinduktivität oder sogenannte Mitnahmeschaltungen (zeitgleiches Ausschalten beider Leistungsschalter einer Leitung) in Frage.
- Schalt- und Erdschlussüberspannungen

Erhöhung der Betriebsspannung bei intermittierenden Erdschlüssen oder beim Schalten großer Induktivitäten. Dieser Fehler tritt im Millisekundenbereich auf und führt je nach Netzsituation zu Schwingungserscheinungen im Netz. Diese können vor allem Spannungswandler gefährden. Man spricht daher auch von inneren Überspannungen.
- Atmosphärische Überspannungen

Durch Gewittereinwirkung (Blitzüberspannungen) werden Wanderwellen mit steilem Spannungsanstieg und großer Amplitude hervorgerufen. Diese Ereignisse treten im Mikrosekundenbereich auf. Die vom Entstehungsort ausgehenden Wanderwellen bewirken Isolationsdurchbrüche. Hier spricht man von äußeren Überspannungen.
- Schieflast

Unsymmetrie im Drehstromsystem, die eine thermische Überlastung und Schwingungen von rotierenden elektrischen Maschinen hervorrufen.
- Unterfrequenz

Unzulässiger Frequenzrückgang durch Netzüberlastung bzw. unzureichender Generatoreinsatz.
- Ölfehler

Verschlechterung der Qualität des Isolieröles infolge von Wasser- oder Lufteinschlüssen bzw. eine ungewollte Absenkung des Ölstandes in entsprechenden Betriebsmitteln (z. B. Öltransformator).
- Pendelungen

Pendelungen werden nur noch zum Teil als selbständiger Fehler angesehen. Vielmehr sind sie Folgeerscheinungen von Kurzschlüssen oder großen Laständerungen bei bestimmten Netzsituationen. Pendelung ist eine Stabilitätsstörung im Netz. Sie treten in mehrseitig gespeisten Netzen mit relativ geringer Vermaschung auf. Besonders sind Kuppelleitungen zwischen Kraftwerken betroffen. Synchrone Pendelungen werden auf Lastschwankungen zurückgeführt. Asynchrone Pendelungen haben Kurzschlüsse als Ursache, die einem Außertrittfallen von einspeisenden Kraftwerken gleichkommt. Deshalb muss die Schutztechnik unterscheiden, ob Kurzschlüsse in Pendelungen oder Pendelungen in Kurzschlüsse übergehen. Im ersten Fall sollte der Schutz zeitweise gesperrt werden, im zweiten Fall muss es zur Auslösung kommen.